# Hans Schöll
Hans Schöll (* 4. Juni 1941 in Wien; † 8. März 2003 ebenda) war ein österreichischer Kaufmann und Politiker (FPÖ). Schöll war von 1991 bis 1996 Abgeordneter zum Österreichischen Nationalrat.
Schöll besuchte die Volksschule und im Anschluss ein Gymnasium, an dem er 1959 die Matura ablegte. Er studierte danach Rechtswissenschaften an der Universität Wien und legte zwei Staatsprüfungen ab. Schöll machte sich 1964 selbständig und führte einen Minigolfplatz, einen Buffetbetrieb und eine Damenboutique. Er war in der Gebäudeverwaltung aktiv und führte einen Weinbaubetrieb mit Heurigenbetrieb. 1984 wurde ihm der Titel Kommerzialrat verliehen. 
Schöll war ab 1986 Obmann des Ringes Freiheitlicher Wirtschaftstreibender in Wien und wurde 1987 in die Landesparteileitung der FPÖ Wien gewählt. Er hatte ab 1990 die Funktion eines Kammerrats der Wirtschaftskammer Wien im Sektion Handel inne und war ab 1995 Bundesinnungsmeister-Stellvertreter der Immobilientreuhänder. Des Weiteren übte Schöll ab 1995 die Funktion des Sektionsobmann-Stellvertreters der Sektion Handel für Wien aus und war ab 1990 Kuratoriums- und Ausschussmitglied im Fonds der Wiener Kaufmannschaft. Zudem war Schöll Kuratoriumsmitglied des Wiener Wirtschaftsförderungsinstitutes und Mitglied des Vorstandes der Wirtschaftskammer Wien. Er vertrat die FPÖ vom 9. Dezember 1991 bis zum 11. November 1996 im Nationalrat. 
Schöll wurde am Grinzinger Friedhof (Gruppe 16, Reihe 1, Nummer 13) bestattet.